# Peter Berger
Peter Berger (født 16. oktober 1949 i Konstanz) er en tysk tidligere roer og olympisk guldvinder.
Berger roede for den lokale klub RV Neptun i Konstanz, og han roede først toer med styrmand, som han blev vesttysk mester med i 1967. I 1968 kom han med i en firer med styrmand der blev vesttysk mester og kom med til OL 1968, hvor de kom i B-finalen, men måtte opgive at deltage her på grund af sygdom, så de blev samlet nummer tolv.
Efter nogle udskiftninger i båden blev den vesttyske firer med styrmand i de følgende år kendt som "Bullenvierer", og de blev europamestre i 1969 og 1971 samt verdensmestre i 1970 for Vesttyskland. Bådens øvrige besætning bestod af Gerhard Auer, Hans-Johann Färber og Alois Bierl, mens Stefan Voncken var styrmand først, men blev afløst af Uwe Benter fra 1971.
Vesttyskerne var derfor blandt favoritterne ved OL 1972 i München. "Bullenvierer" vandt da også deres indledende heat og semifinale og havde ikke behøvet at ro sig fuldt ud, så i finalen sikrede de sig guldet i olympisk rekordtid foran båden fra DDR, der fik sølv, mens Tjekkoslovakiets båd tog bronzemedaljerne.

## OL-medaljer
- 1972:  Guld i firer med styrmand